# Gmina Swan Hill

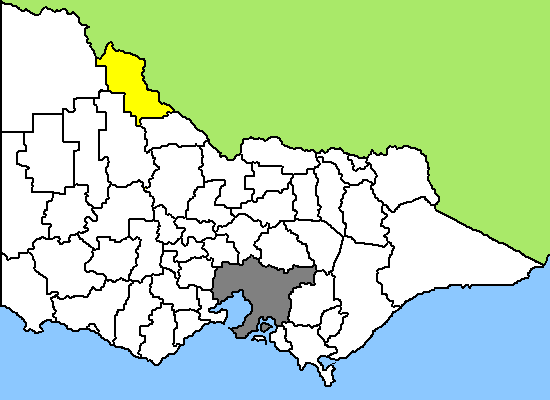
Gmina Swan Hill (na żółto) na mapie stanu Wiktoria

Gmina Swan Hill (ang. Rural City of Swan Hill) – obszar samorządu lokalnego (ang. local government area) położony w północno-zachodniej części stanu Wiktoria. Gmina została utworzona w roku 1995 w wyniku połączenia następujących jednostek: City of Swan Hill, Hrabstwa Swan Hill oraz z części Hrabstwa Kerang.
Powierzchnia gminy wynosi 6103 km² i liczy 22116 mieszkańców (2009). Ośrodkiem administracyjnym jest miasto Swan Hill.
Gmina Swan Hill podzielona jest cztery okręgi: 
- Murray Mallee
- Robinvale
- Lakes
- Castle Donnington

Władzę ustawodawczą sprawuje siedmioosobowa rada.
W celu identyfikacji samorządu Australian Bureau of Statistics wprowadziło czterocyfrowy kod dla Gminy Swan Hill – 6610.